# Kumar Sanu

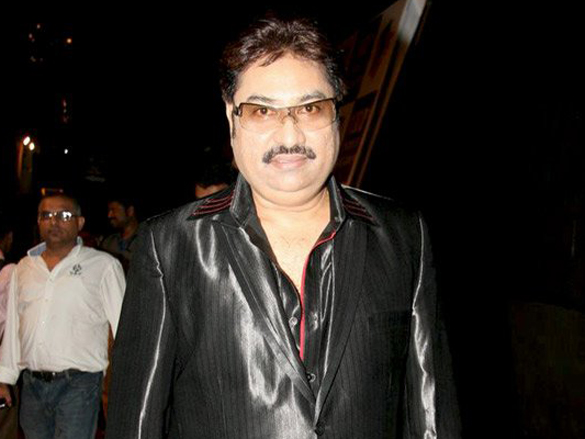
Kumar Sanu

Kumar Sanu (eigentlich Kedarnath Bhattacharya; * 23. September 1957 in Kalkutta) ist ein indischer Playbacksänger des Hindi-Films.

## Leben
Kumar Sanus Vater Pashupati Bhattacharya war ein renommierter Sänger und Komponist, der die Begabung seines Sohnes frühzeitig erkannte und förderte. Kumar Sanu begann seine musikalische Karriere 1984. Seinen Durchbruch hatte er dann sechs Jahre später, als er den Gesang für den Film Aashiqui machte.  Er steht im Guinness-Buch der Rekorde für die meisten an einem Tag aufgenommenen Songs; es waren 28 Titel.

## Filmografie (Auswahl)
- 1991: Saajan
- 1992: Bekhudi
- 1992: Deewana – Im Zeichen der Liebe (Deewana)
- 1994: 1942: A Love Story
- 1994: Yeh Dillagi
- 1995: Hulchul
- 1995: Akele Hum Akele Tum
- 1995: Taaqat
- 1995: Gundaraj
- 1996: Khiladiyon Ka Khiladi
- 1996: Bambai Ka Babu
- 1996: English Babu Desi Mem – Der Junge aus England und das indische Mädchen
- 1997: Pardes
- 1997: Auzaar
- 1997: Ishq
- 1998: Dushman
- 1998: Bandhan
- 1998: Pyaar To Hona Hi Tha
- 1999: Dil Kya Kare
- 1999: Sarfarosh
- 1999: Hote Hote Pyaar Ho Gaya
- 2000: Raju Chacha
- 2001: Kuch Khatti Kuch Meethi
- 2002: Dil Hai Tumhaara
- 2004: Fida
- 2004: Aetbaar – Liebe kann tödlich sein... (Aetbaar)

## Auszeichnungen
- Filmfare Awards als beste Playbacksänger
  - 1991 für „Ab Tere Bin“ aus dem Film Aashiqui
  - 1992 für „Mera Dil Bhi“ aus dem Film Saajan
  - 1993 für „Deewana“ aus dem Film Deewana – Im Zeichen der Liebe
  - 1994 für „Yeh Kaali Kaali Aankhen“ aus dem Film Baazigar
  - 1995 für „Ek ladki ko dekha“ aus dem Film 1942: A Love Story

- Star Screen Awards als beste Playbacksänger
  - 1995 für „Ek ladki ko dekha“ aus dem Film 1942: A Love Story